# ماريو جارجيلو
ماريو جارجيلو (بالإيطالية: Mario Gargiulo)‏ (26 مارس 1996 بإيطاليا - ) هو لاعب كرة قدم إيطالي في مركز الوسط. لعب مع نادي بريشيا.

## روابط خارجية
- ماريو جارجيلو على موقع قاعدة بيانات كرة القدم.إي يو (الإنجليزية)
- ماريو جارجيلو على موقع Soccerway.com (الإنجليزية)
- ماريو جارجيلو على موقع عالم كرة القدم.نت (الإنجليزية)
- ماريو جارجيلو على موقع AS.com (الإسبانية)